# Ola Viker
Ola Viker, född 1897 i Fluberg, död 1972, var en norsk författare, bonde och advokat.

## Utmärkelser
Viker fick Gyldendals legat 1963.